# Championnat d'Amérique du Sud de rugby à XV 1971
Navigation
Championnat 1969 Championnat 1973
Le Championnat d'Amérique du Sud de rugby à XV 1971 est une compétition de rugby à XV organisée par la Confederación sudamericana de rugby. La 7e édition se déroule du 10 octobre au 17 octobre 1971 et est remportée par l'équipe d'Argentine.

## Équipes participantes
- Argentine
- Chili
- Uruguay
- Paraguay
- Brésil

## Format
L'Argentine, le Brésil, le Chili, l'Uruguay et le Paraguay disputent des matchs sous la forme d'un tournoi. Le premier est déclaré vainqueur.

## Classement
| Rang | Nation        | J | V | N | D | Pm  | Pe  | Diff | Pts |
| ---- | ------------- | - | - | - | - | --- | --- | ---- | --- |
| 1    | Argentine (T) | 4 | 4 | 0 | 0 | 186 | 15  | +171 | 8   |
| 2    | Chili         | 4 | 3 | 0 | 1 | 99  | 29  | +70  | 6   |
| 3    | Uruguay       | 4 | 2 | 0 | 2 | 105 | 80  | +25  | 4   |
| 4    | Brésil        | 4 | 1 | 0 | 3 | 32  | 138 | -106 | 2   |
| 5    | Paraguay      | 4 | 0 | 0 | 4 | 9   | 169 | -160 | 0   |

|  | Vainqueur (no 1).        |
|  | T : Tenant du titre 1969 |

## Résultats
| 10 octobre 1971 | Uruguay | 56 – 3 | Paraguay | Montevideo |
| 10 octobre 1971 |         |        |          | Montevideo |
| 10 octobre 1971 |         |        |          | Montevideo |

| 10 octobre 1971 | Argentine | 20 – 3 | Chili | Montevideo |
| 10 octobre 1971 |           |        |       | Montevideo |
| 10 octobre 1971 |           |        |       | Montevideo |

| 12 octobre 1971 | Uruguay | 6 – 11 | Chili | Montevideo |
| 12 octobre 1971 |         |        |       | Montevideo |
| 12 octobre 1971 |         |        |       | Montevideo |

| 12 octobre 1971 | Argentine | 50 – 6 | Brésil | Montevideo |
| 12 octobre 1971 |           |        |        | Montevideo |
| 12 octobre 1971 |           |        |        | Montevideo |

| 14 octobre 1971 | Uruguay | 37 – 11 | Brésil | Montevideo |
| 14 octobre 1971 |         |         |        | Montevideo |
| 14 octobre 1971 |         |         |        | Montevideo |

| 14 octobre 1971 | Chili | 40 – 0 | Paraguay | Montevideo |
| 14 octobre 1971 |       |        |          | Montevideo |
| 14 octobre 1971 |       |        |          | Montevideo |

| 16 octobre 1971 | Brésil | 3 – 45 | Chili | Montevideo |
| 16 octobre 1971 |        |        |       | Montevideo |
| 16 octobre 1971 |        |        |       | Montevideo |

| 16 octobre 1971 | Argentine | 61 – 0 | Paraguay | Montevideo |
| 16 octobre 1971 |           |        |          | Montevideo |
| 16 octobre 1971 |           |        |          | Montevideo |

| 17 octobre 1971 | Brésil | 12 – 6 | Paraguay | Montevideo |
| 17 octobre 1971 |        |        |          | Montevideo |
| 17 octobre 1971 |        |        |          | Montevideo |

| 17 octobre 1971 | Uruguay | 6 – 55 | Argentine | Montevideo |
| 17 octobre 1971 |         |        |           | Montevideo |
| 17 octobre 1971 |         |        |           | Montevideo |